# Knez (Sänger)

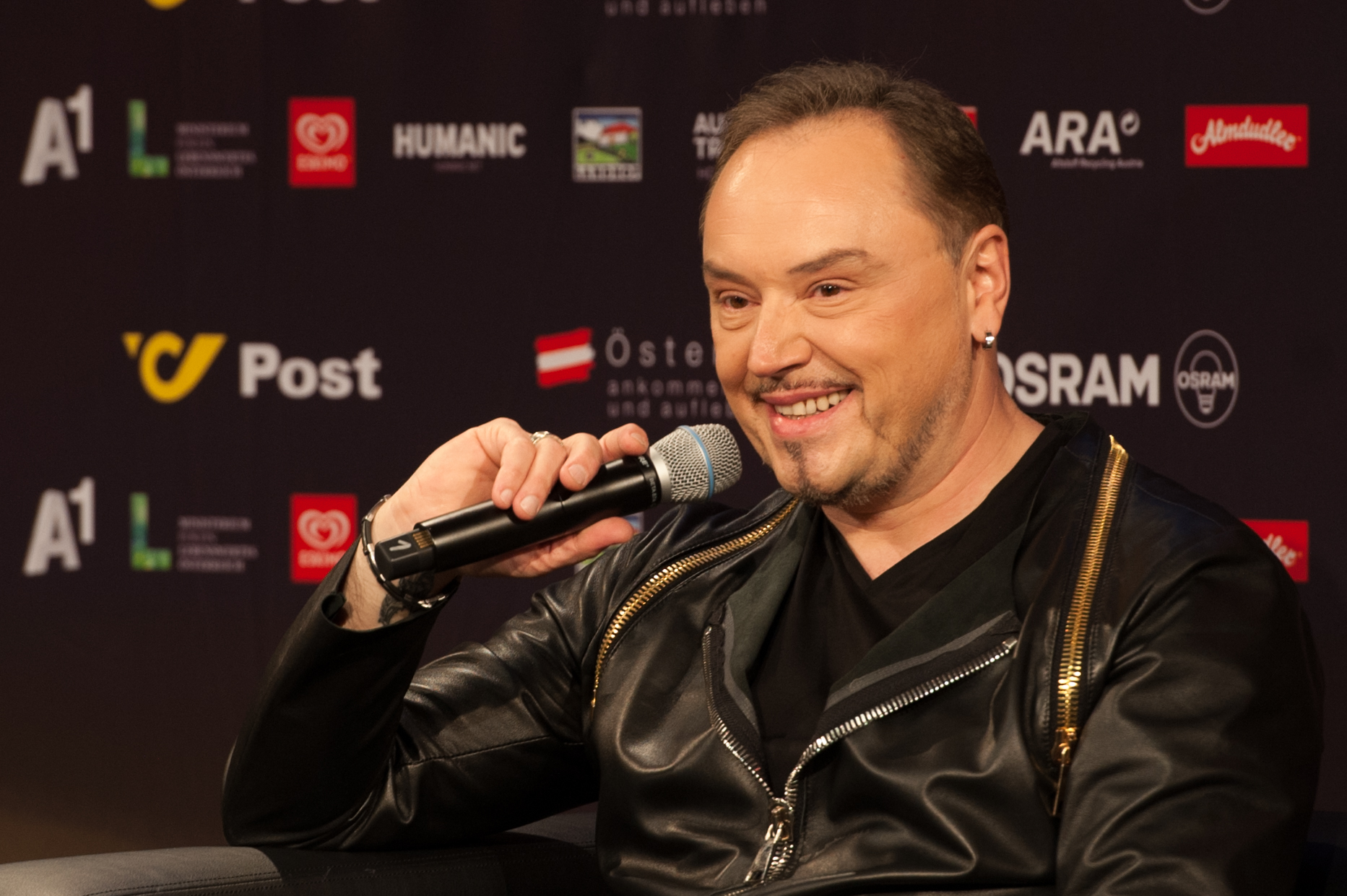
Knez beim Eurovision Song Contest 2015

Knez (Kyrillisch: Кнез; bürgerlich Nenad Knežević; * 5. Dezember 1967 in Cetinje, Jugoslawien, heute Montenegro) ist ein montenegrinischer Sänger. Er hat Montenegro beim Eurovision Song Contest 2015 in Wien, Österreich vertreten.

## Leben
Nenad Knežević besuchte noch die Schule in Podgorica (damals Titograd), als er Sänger der Band Visoka frekvencija war. Mit dem Gitarristen der Gruppe, Leo Đokaj, komponierte er die Lieder Da l’ si ikada mene voljela und Kao magija. Nach seinem Abschluss wurde er 1990 Teil der Gesangsgruppe Milan i Luna. Später gründete er mit seinem Vater Milija Knežević die Montenegro Band.
1992 begann Knežević seine Solokarriere und nahm mit dem Lied Da l’ si ikada mene voljela am Belgrad Pop Festival teil. 1992 veröffentlichte er sein erstes Album Kao magija, zwei Jahre später folgte das Album Iz dana u dan und 1996 nahm er sein drittes Album Automatic auf, welches das meistverkaufte aller seiner Alben ist. Im Jahr 2000 gewann er das Budva 2000 Festival mit dem Lied Vjeruj. 2001, 2003 und 2005 veröffentlichte Knez zwei weitere Alben.
Mit dem Titel Adio erreichte er für Montenegro im Finale des Eurovision Song Contest 2015 Platz 13.
Sein Label ist City Records. Knez lebt in Belgrad.

## Diskografie

### Alben
- 1992: Kao magija
- 1994: Iz dana u dan
- 1996: Automatic
- 1999: The Best of Knez
- 2001: Daleko, visoko
- 2003: Ti me znaš
- 2005: Vanilla[4]

### Singles
- 1990: Tragovi na cesti
- 1992: Da l’ si ikada mene voljela
- 2000: Vjeruj
- 2014: Donna